# Robert Berdella

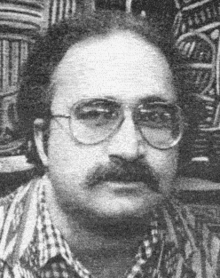
Robert Berdella

Robert Andrew „Bob“ Berdella (* 31. Januar 1949 in Cuyahoga Falls, Ohio; † 8. Oktober 1992 im Missouri State Penitentiary) war ein US-amerikanischer Serienmörder, der auch als The Kansas City Butcher bezeichnet wurde.
Berdella wurde verhaftet, als seinem letzten Opfer am 2. April 1988 verletzt die Flucht gelang. Dieses war von ihm eine Woche gefoltert worden und sprang aus dem ersten Stock eines Hauses. Die polizeilichen Ermittlungen ergaben, dass Berdella zwischen 1984 und 1988 mindestens sechs Männer ermordet hatte. Berdella lockte seine Opfer in sein Haus, setzte sie unter Drogen und fesselte sie auf das Bett. Dann verging er sich an ihnen und folterte sie unter anderem mit Elektroschocks. Manche seiner Opfer hielt er über Wochen gefangen, bis sie schließlich unter Qualen an den Folgen der Folterungen verstarben. Bei der Tat fotografierte Berdella seine Opfer und notierte die Folterungen in einem Tagebuch. Die meisten Leichen warf er in den Müll, wo sie auf Mülldeponien unentdeckt verschwanden.
Berdella behauptete später, dass der Film Der Fänger (The Collector) von John Fowles ihn zu den Taten inspiriert habe. Berdella starb 1992 im Gefängnis an einem Herzinfarkt.

## Dokumentationen
2004 erschien der Dokumentarfilm Bazaar Bizarre: The Strange Case of Serial Killer Bob Berdella.
Die Folge Mörderische Sammelwut in der Dokumentationsreihe Das Böse in mir handelt von den Morden Berdellas.

## Verfilmung
2009 wurde ein Horrorfilm namens Berdella über die Verbrechen Berdellas gedreht.